# Transformers

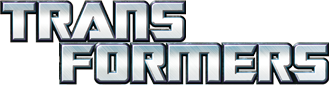
Logo della saga

Transformers è un media franchise prodotto dalla statunitense Hasbro e dalla giapponese Takara Tomy, nato nel 1984 con la linea di giocattoli omonima. 
È incentrata su un gruppo di personaggi dalla forma di vita robotico-extraterrestre modulari autoconfiguranti, in lotta fra loro in una guerra civile senza fine, che arrivano sulla Terra dove, grazie alla capacità di acquisire l'aspetto di anonimi veicoli meccanici quali automobili, motociclette, camion, aerei, elicotteri, treni e navi (anche se in alcune serie sono in grado di assumere l'aspetto di animali), cercano di passare inosservati. Soltanto trasformandosi all'occorrenza in robot antropomorfi, pur mantenendo i dettagli dei veicoli acquisiti (come ruote, fanali e altri particolari) lasciano intuire la loro vera duplice natura. 
Nel tempo il franchise si è ampliato con cartoni animati, fumetti, film e videogiochi.
Lo slogan dei Transformers è "More Than Meets the Eye", letteralmente "Più di quel che incontra l'occhio", traducibile in "più di quel che sembra".

## Esempi di trasformazioni
Oltre ai classici protagonisti con trasformazione automobile/robot, aereo/robot e in genere quelle basate su veicoli, nelle varie serie se ne sono visti anche di particolari, ad esempio:
- I robot che assumono forme di oggetti: usati soprattutto nella linea Generation 1 (Megatron, Soundwave, Blaster, Shockwave ed altri), sono stati col tempo messi da parte; ma la loro fama fa sì che ogni tanto Hasbro e Takara rilascino versioni commemorative o attualizzate degli stessi.
- Robot in grado di assumere anche sei forme diverse (compresi cannoni che possono venir utilizzati da altri robot); i primi furono i triple-changer, costruiti per assumere una forma robot e due forme veicolo (solitamente una aerea e una terrestre); il concetto fu poi variato creando robot con una forma veicolo e due robot (un robot Autobot e uno Decepticon), come Punch/Counterpunch o Double Dealer, anche se le trasformazioni di quest'ultimo erano legate ai suoi due partner powermaster; a seconda della scelta la forma veicolo cambiava in robot (Autobot) o falco (Decepticon); alcuni membri di squadre gestalt potevano assumere 4 forme: robot, veicolo/animale, forma gestalt, e una quarta trasformazione; alcuni dei capisquadra delle squadre da 5 membri (Silverbolt, Motormaster, Hot Spot, Onslaught, Scattershot, Hun-gurrr) diventavano una sorta di minibase o una postazione; 5 dei Seacon (Nautilator, Overbite, Seawing, Skalor e Tentakil) avevano come quarta forma un'arma che il gestalt poteva impugnare (i Seacon erano 6; i 5 sopra nominati e Snaptrap, che forma il corpo centrale di Piranacon e non può essere sostituito da uno degli altri). Gli ultimi furono i six-changer, Quickswitch (Autobot) e Sixshot (Decepticon), che assumevano forme tra le più varie. I robot multiforma furono diffusi soprattutto nella linea G1, ma l'uso non venne mai abbandonato del tutto.
- Più robot in grado di unirsi per formarne uno più grande; la comunità dei fan chiama queste creature gestalt fin dagli anni 90, ma l'uso del termine verrà ufficializzato solo nell'agosto 2007 con la pubblicazione di Spotlight: Optimus Prime, one-shot della IDW Publishing. Le squadre i cui membri formano gestalt sono uno dei marchi di fabbrica della serie, e ne esistono numerose varianti; dai Powerlinx di Transformers Energon (composti da due soli robot che formano la parte superiore e/o inferiore del gestalt), passando per squadre di 3, 4, 5 (il numero più comune), 6 (di cui molti sono micromaster), fino a 7 membri, il cui unico esempio finora è il gigantesco Devastator nella versione del film Transformers - La vendetta del caduto. Molto diffusi nella linea originale G1, vennero ripresi con pochi esemplari in Beast Wars e Car Robots/Robots in Disguise (2000-2001), sono tornati massicciamente in primo piano in Combiner Wars e Prime Wars.
- I minicon, di dimensioni molto ridotte ed estremamente semplici; introdotti nel 2002 con la linea Transformers Armada, venivano usati in forma veicolare per sbloccare armi e poteri nascosti di Autobot e Decepticon; nelle linee successive perdono questa funzione ma vengono saltuariamente affiancati ai loro "fratelli maggiori"; alcuni minicon vennero anche riuniti in squadre di 3 per formare gestalt (spesso la forma combinata consisteva in un'arma, a volte in un robot). Precursori dei minicon furono i Micromaster di Generation 1, nonostante nelle storie essi avessero dimensioni nella media dei loro simili (all'epoca; in seguito vennero ripensati come Transformers minuscoli); una variante furono i micromaster duali, cioè capaci di assumere la forma di una metà di un veicolo; questi erano accoppiati con il partner in set doppi, e l'unione era possibile solo tra quei due.
- Gli Headmaster, robot di dimensioni umane che possono guidare i propri veicoli dall'abitacolo, per poi uscire e trasformarsi nella testa di un robot più grande, agganciandosi al resto del corpo (che è dato dal veicolo, a sua volta trasformato). Se questi robot sono più di uno, possono scambiarsi la "testa" l'uno con l'altro per ottenere delle caratteristiche (forza, intelligenza, velocità) diverse, essi si chiamano Headmasters; varianti sono i targetmaster (si trasformano in armi), i powermaster (diventano motori), i godmaster (nome giapponese degli powermaster). Il concetto verrà ripreso nella linea Titans Return, dove vengono chiamati "titanmasters".
- I giganti, robot molto grandi rispetto alla media ma formati (di solito) da un solo corpo (che eventualmente si separava durante la trasformazione in una delle due forme); alcuni fan inseriscono in questa categoria anche i gestalt. Gli esempi più noti sono G1 Omega Supreme, Energon Omega Supreme, G1 Skylinx, Armada Tidal Wave, Energon Mirage, Cybertron Metroplex, Cybertron Menasor.
- Le città/fortezza Metroplex (Autobot) e Trypticon (Decepticon), che erano anche triple-changer: robot, città e fortezza (variante della forma città). Le loro dimensioni superavano di gran lunga anche i giganti.
- Le fortezze/astronavi erano una variante del precedente, con in più un robot trasformabile in una testa headmaster; gli unici due esemplari sono Fortress Maximus (Autobot) e Scorponok (Decepticon); in alcuni fumetti i due sono normali Transformers parecchio più grandi del normale, ma non giganti.
- I pianeti viventi, infine, sono i più giganteschi di tutti, interi pianeti che si trasformano in robot. Gli unici due apparsi finora sono lo stesso pianeta di provenienza dei Transformers, Cybertron/Primus, e Unicron.

## Giocattoli
I Transformers nacquero inizialmente nel 1984 come linea di giocattoli creati dalla casa giapponese Takara; in seguito i diritti di distribuzione furono acquistati dalla Hasbro, e ne vennero tratti anche gli altri media.

## Fumetti
Dopo il successo del cartone animato, la Marvel Comics produce una serie di 80 numeri; nel 1992, in una miniserie di 12 numeri, Generation 2, i Transformers uniti si battono contro i Decepticon, rinnegati scomparsi millenni prima che non hanno mai ceduto le armi. In Inghilterra viene prodotta una lunga serie 'sponsorizzata' dalla Marvel ma molto indipendente; qui come negli ultimi numeri di Generation 1 (e Generation 2) si impone lo sceneggiatore Simon Furman, assunto dai fan di lunga data come guru dei Transformers.

### I manga
In Giappone i Transformers hanno sempre avuto un successo più modesto ma più duraturo; nel decennio 1990-2000 vengono prodotti di tanto in tanto manga ispirati a G1 e al successivo Beast Wars; niente di tutto ciò ha mai varcato i confini dell'arcipelago nipponico.

### L'epoca moderna
Dopo 10 anni di oblio, i Transformers ritornano alla carica sotto l'ala della Dreamwave di Pat Lee; la mini di 6 numeri Transformers Generation 1 (più un numero 0 pilota) balza in testa alle classifiche. Nonostante il successo di vendite, pubblico e critica, la Dreamwave (che intanto si è staccata dalla Image in cui era nata) fa misteriosamente bancarotta; a dicembre 2004 escono gli ultimi episodi delle storie in corso; circa un anno dopo la società si riprende grazie ad un finanziatore esterno, ma alcuni diritti sono ormai persi perché i marchi non sono interni alla casa, e tra questi i Transformers, che la Hasbro ha già affidato alla IDW Publishing.

### La continuity della IDW
La continuity è partita da un numero 0 (per tastare il terreno) proseguendo con la mini Infiltration, seguita a fine 2006 da Escalation e a metà 2007 da Devastation; in più la mini a parte (slegata, ma con profonde ripercussioni) Stormbringer, e la serie di one-shot Spotlight, anch'essa legata in parte alla storia principale. In seguito la trama si è espansa tanto da comprendere più serie mensili contemporanee, ed è diventata parte di un unico universo ampliato (come le continuity di Marvel e DC) che comprende altre pubblicazioni come una nuova serie di G.I. Joe, ROM, Visionaries ed altri; cominciata nel 2005, la storia prosegue ancora oggi (giugno 2018).
Caratteristica peculiare rispetto alla Dreamwave è il taglio con le storie passate (tanto i cartoni animati quanto i fumetti), che si è modificata col tempo anche per l'apporto di molti sceneggiatori e disegnatori, avvicinandosi anche e generi apparentemente lontani dalla fantascienza.
La IDW ha pubblicato anche adattamenti dei film cinematografici, prequel e sequel dei medesimi, opere in continuità con i videogiochi Transformers: La battaglia di Cybertron Transformers: La caduta di Cybertron, e un adattamento del film animato del 1986 realizzato per il 25º anniversario. Altra pubblicazione è una breve collana intitolata Transformers: Robots in Disguise, dedicata all'omonima linea di giocattoli uscita nel 2016; peraltro il titolo era già utilizzato da un'altra collana (pubblicata in parallelo e legata a Transformers: More Than Meets The Eye), che dovette cambiare il proprio titolo nel più semplice Transformers dal numero 35.
Nel 2018 la IDW avvia l'ultima fase delle collane dedicate ai Transformers, con il crossover Transformers: Unicron; la storia vede quella che dovrebbe essere, a detta degli autori, l'ultima battaglia dei robot alieni prima della chiusura di tutte le testate. Transformers: Unicron termina tra Ottobre e Novembre 2018, con la chiusura delle collane Optimus Prime e Transformers: Lost Light (che due anni prima aveva sostituito Transformers: More Than Meets The Eye). L'editore e la HASBRO annunciano che il riavvio comincerà a Marzo 2019.

## Animazione
I cartoni animati/anime dei Transformers sono frutto di una co-produzione nippo-americana cominciata nel 1984 con la serie televisiva Transformers. Nel primo doppiaggio italiano della serie a cartoni animati della metà anni '80, i nomi erano cambiati, semplificati e spesso italianizzati, ad esempio, i Decepticon erano chiamati Distructor, Optimus Prime era chiamato Commander, gli Autobot erano chiamati Autorobot, Bumblebee era chiamato Maggiolino, i Dinobot erano chiamati Dinorobot, Grimlock era chiamato Tiran, e così via. C'è da dire però, che a volte anche i nomi giapponesi e quelli americani, pur essendo entrambi considerabili originali, differiscono tra loro. Quelli oggi generalmente più noti sono quelli americani, ad esempio Optimus Prime è il nome americano, quello giapponese è Convoy, Mirage in Giappone è conosciuto come Ligier (nel vecchio doppiaggio italiano era Mistero), Jazz in Giappone è Meister (in Italia ai tempi era Tigre), Bumblebee in Giappone è Bumble, Jetfire in Giappone è Skyfire mentre da noi Aquila, Cliffjumper in Giappone è Cliff, e così via; si tratta quindi nella maggior parte dei casi di piccole modifiche semplificative dei nomi inglesi a favore dei nipponici, come anche ad esempio Sideswipe chiamato da loro Lambor (per noi Freccia), perché si trattava di una Lamborghini.
Dopo la chiusura di questa serie, in Giappone è proseguita autonomamente la produzione di nuove serie e singoli OAV, alcune importate anche in Italia, quali: Transformers: The Headmasters, Transformers: Super-God Masterforce, Transformers: Victory, Transformers: Zone ed altre storie minori.
Nel 1996 comincia una nuova serie americana, Beast Wars, la prima totalmente in 3D, seguita da Beast Machines nel 1999; la prima fu trasmessa subito l'anno seguente anche in Italia, mentre la seconda fu importata e doppiata circa 10 anni dopo ma messa direttamente sul circuito home video (Beast Wars ha, come Generation 1, un doppiaggio che cambia gran parte dei nomi, mentre Beast Machines utilizza tutti i nomi originali). Nell'intervallo tra le due serie si colloca Beast Wars Neo, una serie giapponese disegnata tradizionalmente e mai importata in Italia.
Nel 2000 arriva una nuova serie basata su una linea originale giapponese, Transformers: Car Robots, che viene importata negli Stati Uniti e ribattezzata Transformers: Robots in Disguise (da non confondere con l'omonima serie made in USA); per la prima volta, il doppiaggio americano, utilizza qui tutti i nomi originali dei personaggi, tranne alcuni errori di pronuncia.
Nel 2002 parte la cosiddetta Trilogia Unicron, formata da Transformers: Armada, Transformers: Energon e Transformers: Cybertron; per quanto tutte e tre siano prodotte in Giappone, l'ideazione delle prime due è americana, mentre la terza è slegata e non ha rapporti con le altre; tuttavia il doppiaggio americano ha modificato i dialoghi per poterla legare alle precedenti con piccoli riferimenti. Il doppiaggio italiano, basato sulla versione importata dagli Stati Uniti, prosegue sulla stessa linea.
In seguito arrivano nuove serie statunitensi: Transformers Animated (2007), Transformers: Prime (2010), Transformers: Rescue Bots (2012), Transformers: Robots in Disguise (2015) e Transformers: Cyberverse (2018); Robots in Disguise è il seguito ideale di Prime, per quanto ci siano differenze nello stile di progettazione dei robot; Prime viene collocata dalla Hasbro in continuity con il videogioco Transformers: La battaglia per Cybertron, ma lo stile dei personaggi ha forti influenze dalla saga cinematografica; Rescue Bots è indirizzato ad una fascia di pubblico infantile, diversamente dalle altre serie.
Oltre a queste, sono state prodotte delle serie molto brevi basate sulle linee Combiner Wars, Titans Return e Power of the Primes; queste mini serie (meno di 10 episodi ciascuna in genere) sono state trasmesse solo sul canale web Machinima, attualmente chiuso.
Nel 2019 la Hasbro annuncia una nuova serie in collaborazione con Netflix, dal titolo Transformers: War for Cybertron Trilogy. La serie prende spunto sia dall'omonima serie di giocattoli, sia dal videogioco del 2010, proseguendo con una nuova timeline. La serie, di 18 episodi, è divisa in 3 archi narrativi da 6 episodi ciascuno; i primi due, intitolati Assedio e Il Sorgere della Terra, sono stati distribuiti il 30 luglio e il 30 novembre 2020 sulla piattaforma di streaming, mentre l'ultimo arco, intitolato Regno, è stato distribuito a partire dal luglio 2021.
Nel 2021 sempre Hasbro annuncia due nuove serie animate, la prima basata sulla linea di giocattoli BotBots per Netflix, e l'altra senza titolo per la piattaforma Nickelodeon.
La prima va regolarmente in onda su Netflix, col titolo Transformers: BotBots, in collaborazione con Entertainment One: di stampo umoristico, per un pubblico di fascia infantile, e scollegata con la storia dei Transformers narrata finora, racconta di un centro commerciale che viene colpito da una scarica di Energon, permettendo a cose come cibo od oggetti di prendere vita. Animata dallo studio Boulder Media Studio, vede come protagonisti i Lost Bots, dei BotBots finiti nella zona oggetti smarriti, che cercano di farsi piacere dalle altre squadre. La serie è stata presentata in anteprima il 25 marzo 2022.
La seconda, lanciata alla fine del 2022 col titolo Transformers: EarthSpark, è una serie in CG sviluppata da Dale Malinowski, Ant Ward e Nicole Dubuc e mandata poi su Paramount+; narra dell'alleanza tra la famiglia umana Malto e gli Autobot (compreso il redento Megatron), uniti in una missione contro Mandroid e gli alcuni Decepticon. La serie, che tocca i 18 episodi al marzo 2023, è stata confermata per una seconda stagione.

## Cinema
Il primo film fu Transformers - The Movie, che uscì nel 1986, ambientato cronologicamente vent'anni dopo la seconda stagione della serie animata Transformers (G1) e un anno prima della terza. Nel 2007 è uscito Transformers, nel 2009 è arrivato il sequel Transformers - La vendetta del Caduto e nel 2011 il terzo capitolo Transformers 3. Tre film live action dedicati ai Tranformers con la regia di Michael Bay. Anche se ispirati alla G1, sono molto lontani dalle storie della serie originale, anche se i protagonisti vengono da quell'universo. La trilogia narra della dispersione del Cubo (All Spark), trovato poi da Megatron ai tempi dei primi viaggi nella calotta artica e successivamente dagli Autobot chiamati dallo spazio da Bumblebee, secondo in comando nella gerarchia Autobot, che era stato mandato sulla Terra in avanscoperta, dove incontreranno l'umano Sam Witwicky, il quale aveva comprato Bumblebee sotto forma di una vecchia Chevrolet Camaro, come sua prima auto. Megatron verrà ucciso, durante la guerra di Chicago, per mano dell'umano, dopo avergli inserito il Cubo all'interno della sua fonte di energia, un contenitore di Energon (il "carburante" dei transformers), chiamata Scintilla. Risorgerà nel secondo capitolo grazie ad un frammento del Cubo, rubato da alcuni decepticon sopravvissuti alla guerra di Chicago, poco dopo morirà Optimus Prime, il leader degli Autobot, che verrà riportato in vita da Sam, grazie al potere della Matrice del Comando, che si trovava in Egitto, chiave per avviare le macchine per raccogliere Energon distruggendo Soli mandate sulla terra dai sette fratelli Prime, il cui possesso è diviso tra The Fallen (ossia in italiano il "Caduto", e il "maestro" di Megatron) e Optimus Prime. Proprio con la Matrice, Optimus risveglierà il suo predecessore Sentinel Prime, trovato sulla luna nella nave spaziale Arca, con cui i Prime si schiantarono mentre cercavano altre fonti di Energon per Cybertron. Sentinel si scoprirà traditore degli Autobot, collaborò con i Decepticon, per creare un portale da Cybertron alla terra per far invadere il pianeta dai decepticon. La trilogia finisce con la distruzione di Cybertron, con Sentinel, Megatron e il resto dei Decepticon sconfitti, e la vittoria degli Autobot.
Il film TV d'animazione fu anche Transformers Prime Beast Hunters: Predacons Rising, che uscì nel 2013, ambientato cronologicamente dopo gli eventi della terza e ultima stagione della serie animata Transformers: Prime e due anni prima della serie animata in stand-alone Transformers: Robots in Disguise (2015).
Nel quarto film i nemici principali sono Harold Attinger, uno spietato e corrotto agente della CIA che ha intenzione di eliminare i Transformers sulla Terra insieme a degli altri umani cattivi che hanno tradito gli Autobot (tra cui James Savoy), e Lockdown, un misantropico mercenario che sta cercando Optimus Prime. In cambio Lockdown darà loro il Seme, un'arma usata da Creatori alieni sconosciuti, che aveva estinto i Dinosauri per poi usare il metallo per creare i Transformers. Successivamente Optimus Prime fugge con gli umani Cade Yeager, Tessa (figlia di Cade), e Shane Dyson (il ragazzo di Tessa) per poi riunirsi con i pochi Autobot rimasti: Bumblebee, Hound, Drift e Crosshairs. Mentre alla KSI collaudano Galvatron (reincarnazione di Megatron Man-Made), Optimus Prime collabora con Grimlock (leader dei Dinobot) per aiutarlo ad eliminare i Decepticon di Galvatron in cambio della libertà. Optimus Prime uccide Lockdown e parte nello spazio per raggiungere i Creatori.
Nel quinto film presenta un'atmosfera più cupa e una storia molto più complessa; c'è il ritorno di Megatron, ma non sarà lui la minaccia principale. Quintessa, una sorta di dea malvagia e ingannatrice, vuole condurre Cybertron verso la Terra e usare il suo pianeta per annientare il nostro; con la guida di sir Edmund Burton, onorevole baronetto inglese e ultimo di una lunga serie di umani che custodiscono il segreto della presenza cybertroniana sulla Terra, Cade Yeager e la professoressa Viviane Wembly di Oxford scopriranno che il mago Merlino possedeva una reliquia degli Autobot, un bastone con cui poteva comandare i 12 Cavalieri di Cybertron, che in passato affiancarono i Cavalieri della Tavola Rotonda. Ma l'oggetto ha capacità ben più grandi: Quintessa vuole usarlo per attivare Cybertron e distruggere la Terra perché il pianeta nasconde nella sua parte più interna Unicron, l'antico nemico di Cybertron. A tale scopo plagia e converte Optimus Prime, e questi recupera il bastone scontrandosi con i cavalieri e lo stesso Bumblebee; questi lo risveglia con il suono della sua voce, ma il bastone viene preso da Megatron, alleato di Quintessa. Drift, Hound e Crosswise arrivano con la nave di Lockdown e trasportano Autobot, Cavalieri (uniti nella forma del dragone Dragonstorm) e soldati umani per l'ultima battaglia su Cybertron; Megatron viene sconfitto, Quintessa cade sulla Terra e gli Autobot ritornano su Cybertron con Dragonstorm per ricostruirlo.
Il film spin-off, Bumblebee del 2018, dedicato al giovane scout degli Autobot; la trama è ambientata negli anni 80 e vede il passaggio alla forma di una Volkswagen Maggiolino; il film è diretto da Travis Knight, che ha volutamente cambiato il look dei robot avvicinandoli alle loro versioni originali. Gli antagonisti del film sono i Decepticon Shatter, Dropkick e Blitzwing, e il Settore 7 (già presente nel primo film) Jack Burns e il dottor Powell; il film mostra anche sequenze della guerra su Cybertron, che comprendono Optimus Prime e Shockwave guidare le proprie fazioni assieme a molti altri Autobot e Decepticon, con look assimilabili alle rispettive controparti degli anni 80.
Nel nuovo film, Transformers - Il risveglio del 2023, presenta la prima apparizione cinematografica dei Maximal Optimus Primal (leader del gruppo, e discendente di Optimus Prime), Cheetor, Rhinox e Airazor, i personaggi della serie animata CGI Beast Wars. Gli antagonisti del film sono i Terrorcons Scourge (leader del gruppo), Nightbird e Battletrap, e soprattutto il loro onnipotente padrone Unicron.

## Videogiochi
Al franchise sono legati diversi videogiochi, fra cui:
- Transformers (1986) per ZX Spectrum, Commodore 64.
- The Transformers: Battle to Save the Earth (1986) per Commodore 64.
- Transformers: Convoy no nazo (1986) per NES.
- Transformers: The Headmasters (1987) per Famicom Disk System.
- Beast Wars: Transformers (1997) per PlayStation, Microsoft Windows, Mac OS; ispirato alla serie animata Rombi di tuono e cieli di fuoco per i Biocombat.
- Ketō Transformers Beast Wars: Beast Senshi Saikyō Ketteisen (1997) per Game Boy Color; ispirato alla serie animata Rombi di tuono e cieli di fuoco per i Biocombat.
- Transformers: Beast Wars Transmetals (2000) per PlayStation, Nintendo 64; ispirato alla serie animata Rombi di tuono e cieli di fuoco per i Biocombat.
- Transformers (2003): questa esclusiva giapponese per PlayStation 2 ha una trama originale ma usa personaggi provenienti dalla serie G1 (compresi i nuovi arrivi della terza stagione, qui mostrati come transformers provenienti dal futuro)
- Transformers (2004) per PlayStation 2; ispirato alla prima serie animata anime della Trilogia Unicron: Transformers: Armada.
- Transformers: The Game (2007) per PlayStation 2, PlayStation 3, PlayStation Portable, Xbox 360, Microsoft Windows, Nintendo DS, Nintendo Wii; ispirato al primo film live-action del 2007.
- Transformers: Autobots (2007) per Nintendo DS.
- Transformers: Decepticons (2007) per Nintendo DS.
- Transformers Animated: The Game (2008) per Nintendo DS.
- Transformers G1: Awakening (2008) per Telefoni cellulari, iOS, Android, WebOS, BlackBerry OS.
- Transformers - La vendetta del caduto (2009) per PlayStation 2, PlayStation 3, PlayStation Portable, Xbox 360, Wii, Microsoft Windows, Nintendo DS; ispirato al secondo film live-action del 2009
- Transformers - La vendetta del caduto: Autobots (2009) per Nintendo DS.
- Transformers - La vendetta del caduto: Decepticons (2009) per Nintendo DS.
- Transformers: La battaglia per Cybertron (2010) per PlayStation 3, Xbox 360, Microsoft Windows.
- Transformers: War for Cybertron: Autobots (2010) per Nintendo DS.
- Transformers: War for Cybertron: Decepticons (2010) per Nintendo DS.
- Transformers 3 (2011) per PlayStation 3, Xbox 360, Wii, Nintendo DS, Nintendo 3DS, BlackBerry, iOS, Symbian; prequel del terzo film live-action del 2011.
- Transformers 3: Autobots (2011) per Nintendo DS.
- Transformers 3: Decepticons (2011) per Nintendo DS.
- Transformers: Prime (2012) per Wii, Wii U, Nintendo DS, Nintendo 3DS; ispirato all'omonima serie animata.
- Transformers: La caduta di Cybertron (2012) per PlayStation 3, PlayStation 4, Xbox 360, Xbox One, Microsoft Windows; sequel del videogioco sparatutto War for Cybertron.
- Transformers Universe (2013) per Microsoft Windows; ispirato alla serie animata Transformers: Prime.
- Transformers: Human Alliance (2013) per Arcade.
- Angry Birds Transformers (2014) per iOS, Android.
- Transformers: Rise of the Dark Spark (2014) crossover tra il videogioco sparatutto La caduta di Cybetron e le versioni del quarto film live-action del 2014; disponibile per PlayStation 3, PlayStation 4, Xbox 360, Xbox One, Wii U, Microsoft Windows, Nintendo 3DS.
- Transformers: Devastation (2015): Hack and slash ambientato nell'universo originale di Generation 1, con influenze nella trama prese dalla continuity IDW; disponibile per PlayStation 3, PlayStation 4, Xbox 360, Xbox One, Microsoft Windows.
- Transformers: Earth Wars (2016) per iOS, Android.
- Transformers: Forged to Fight (2017) per Android.
- Transformers: Battlegrounds (2020) per PlayStation 4, Nintendo Switch, Xbox One, Microsoft Windows; ispirato alla serie animata Transformers: Cyberverse.
- Transformers: EarthSpark - Expedition (2023) per PlayStation 4, PlayStation 5, Nintendo Switch, Xbox One, Xbox Series X/S, Microsoft Windows; ispirato alla serie animata Transformers: EarthSpark.
- Transformers: Galactic Trials (2024) per PlayStation 4, PlayStation 5, Nintendo Switch, Microsoft Windows, Xbox One, Xbox Series X/S.

Nel videogioco Splatoon, i Transformers vengono sponsorizzati all'interno dello Splatfest dove si doveva scegliere con chi schierarsi fra i due team Autobot e Decepticon.